# British Hard Court Championships 1996
Il British Hard Court Championships è un torneo di tennis giocato sulla terra rossa. È stata la 16ª edizione del torneo, facente parte della categoria Tier IV nell'ambito del WTA Tour 1996, la prima che si è giocata a Cardiff in Galles, dal 14 al 19 maggio 1996, ed anche l'ultima edizione del torneo.

## Campionesse

### Singolare femminile
Dominique Van Roost ha battuto in finale  Laurence Courtois con il punteggio di 6–4, 6–2

### Doppio femminile
Katrina Adams /  Mariaan de Swardt hanno battuto in finale  Els Callens /  Laurence Courtois con il punteggio di 6–0, 6–4